# Richard Markowitz
Pour les articles homonymes, voir Markowitz.
Richard Markowitz est un compositeur américain de musiques de films, né le 3 septembre 1926 à Santa Monica, en Californie, et décédé le 6 décembre 1994 à Santa Monica (États-Unis).

## Filmographie
- 1958 : Stakeout on Dope Street (en)
- 1958 : The Hot Angel (en)
- 1959 : The Young Captives (en)
- 1959 : Operation Dames (en)
- 1959 : Roadracers
- 1961 : Le Mal de vivre (Hoodlum Priest) d'Irvin Kershner
- 1961 : Le Jeune Docteur Kildare (Dr. Kildare) (série TV)
- 1961 : Ben Casey (série TV)
- 1962 : L'Épée enchantée (The Magic Sword)
- 1963 : Face in the Rain (en)
- 1963 : Une fille dans la bataille (Cry of Battle)
- 1964 : One Man's Way
- 1965 : The Bus
- 1965 : Fièvre sur la ville (Bus Riley's Back in Town)
- 1965 : Wild Seed
- 1965 : Les Mystères de l'Ouest (Wild Wild West) (série TV)
- 1966 : Marqué au fer rouge (Ride Beyond Vengeance) de Bernard McEveety
- 1966 : Le Cheval de fer (TV)
- 1967 : La Mort tragique de Leland Drum (The Shooting)
- 1967 : Les Envahisseurs (The Invaders) (série TV)
- 1967 : Custer (série TV)
- 1967 : Hondo (Hondo and the Apaches) (TV)
- 1967 : Hondo (série TV)
- 1968 : The Legend of Custer (en)
- 1968 : Hawaï police d'État (Hawaii Five-O) (série TV)
- 1970 : Weekend of Terror (TV)
- 1972 : L'Apache (Cry for Me, Billy)
- 1972 : Les Rues de San Francisco (The Streets of San Francisco) (série TV)
- 1973 : The Voyage of the Yes (TV)
- 1973 : Barnaby Jones (série TV)
- 1973 : The Stranger (en) (TV)
- 1973 : Beg, Borrow, or Steal (TV)
- 1973 : Police Story (série TV)
- 1974 : The Hanged Man (en) (TV)
- 1974 : The Girl on the Late, Late Show (TV)
- 1974 : Panic on the 5:22 (TV)
- 1975 : Cop on the Beat (TV)
- 1975 : Joe Forrester (série TV)
- 1976 : Opération Brinks (en) (Brinks: The Great Robbery) (TV)
- 1976 : Kiss Me, Kill Me (TV)
- 1976 : Quincy (Quincy M.E.) (série TV)
- 1976 : Panique en plein ciel (Mayday at 40,000 Feet!) (TV)
- 1977 : River of Promises (TV)
- 1977 : Police Story: The Broken Badge (TV)
- 1977 : The Mask of Alexander Cross (TV)
- 1978 : The Boss' Son
- 1978 : Standing Tall (TV)
- 1978 : Doctors' Private Lives (TV)
- 1979 : Doctors' Private Lives (feuilleton TV)
- 1979 : Autoroute pour la mort (Death Car on the Freeway) (TV)
- 1982 : The Neighborhood (TV)
- 1983 : Circle of Power (en)
- 1986 : A Masterpiece of Murder (TV)
- 1990 : Columbo - L'enterrement de Mme Columbo (Columbo: Rest in Peace, Mrs. Columbo) (TV)